# Hydrosaurinae
Hydrosaurinae is een onderfamilie van hagedissen uit de familie agamen (Agamidae).
De wetenschappelijke naam van de groep werd voor het eerst voorgesteld door Johann Jakob Kaup in 1828. Er zijn 3 soorten in een enkel geslacht; zeilhagedissen (Hydrosaurus). De hagedissen komen voor in delen van Azië en leven in de landen Filipijnen, Indonesië en Nieuw-Guinea.